# Haji Nasser Ntege Ssebagala
Haji Nasser Ntege Ssebagala (* 15. November 1947 in Kampala; † 26. September 2020 ebenda) war ein ugandischer Politiker.
Ende 1997 trat Ssebagala bei den Bürgermeisterwahlen von Kampala, der Hauptstadt Ugandas, für die Democratic Party gegen Fred Iga an. Er gewann, wurde jedoch 1998 in den USA festgenommen, weil er Falschgeld bei sich gehabt haben soll. Er musste eine Haftstrafe in Boston absitzen, während John Ssebaana Kizito das Bürgermeisteramt übernahm.
Nachdem er 2000 nach Uganda zurückgekehrt war, kandidierte er für die Präsidentschaftswahlen in Uganda 2001. Seine Kandidatur wurde von der Wahlkommission allerdings abgewiesen, nachdem Zweifel an der Echtheit seines akademischen Abschlusses am Ruskin College in Oxford aufkamen.
Bei der Präsidentschaftswahl 2006 wollte Ssebagala erneut für die Democratic Party antreten. Bei den parteiinternen Vorwahlen im Dezember 2005 gewann allerdings Ssebaana Kizito, so dass Ssebagala sich als unabhängiger Kandidat zur Wahl anmeldete. Aber bereits kurze Zeit später zog er seine Kandidatur zurück und kündigte seine Unterstützung Kizitos an. Stattdessen trat er erneut bei den Bürgermeisterwahlen in Kampala an und setzte sich dabei mit 53 Prozent der Stimmen gegen Peter Sematimba (40 % Stimmanteil) durch.
Eine der Frauen des Muslims Ssebagala war die Politikerin Catherine Nabagesera.
Er starb am 26. September 2020 im Alter von 72 Jahren in Kampala.